# ЗАК-57 «Деривация-ПВО»
ЗАК-57 «Деривация-ПВО» (2С38) — російський перспективний самохідний зенітний-артилерійський комплекс з 57-мм автоматичною гарматою. Бойова машина 2С38 виконана на базі БМП-3 і призначена для ураження повітряних цілей. Зокрема, окрім штатних снарядів до комплекту входять багатофункціональний снаряд з дистанційним підривачем і снаряд з керованим підривом. Снаряди з керованим підривом пройшли лише попередні випробування в умовах полігону, станом на грудень 2021 рік.
Станом на 26 січня 2022 року було заплановано завершення робіт по створенню комплексу 2С38 в 2022 році.